# Karel Kurka
Karel Kurka (28. dubna 1922 Trnava – 11. června 2007 Žamberk) byl český a československý diplomat a politik, na počátku normalizace státní tajemník v ministerstvu zahraničních věcí ČSSR.

## Biografie
Studoval gymnázium (maturita 1942), v roce 1944 byl totálně nasazen. V letech 1945–1948 studoval Vysokou školu ekonomickou v Praze, kterou dokončil dálkově. Od 1945 byl členem KSČ, působil jako tajemník OV KSČ v Praze IV-Zbraslavi. V letech 1950–51 absolvoval Ústřední politickou školu při ÚV KSČ. V letech 1953–1959 byl náměstkem ministra zahraničních věcí pro věci hospodářské, v letech 1959–1962 působil jako stálý delegát při OSN a v letech 1962–1968 na postu náměstka ministra zahraničních věcí ČSSR. V letech 1968–1969 zastával funkci velvyslance ČSSR v Rumunsku.
V říjnu 1969 získal (s několikatýdenním odstupem po jmenování vlády) vládní post v československé třetí vládě Oldřicha Černíka jako státní tajemník v ministerstvu zahraničních věcí ČSSR. Portfolio si udržel do ledna 1970. I nadále pak působil v tomto rezortu v letech 1970–1971 coby 1. náměstek ministra zahraničních věcí. V období let 1971–1976 byl velvyslancem Československa v Pekingu a v letech 1976–1981 vedl Ústav mezinárodních vztahů. Funkce byl zproštěn na vlastní žádost, protože musel pečovat o manželku. V období let 1981–1984 ještě působil jako vedoucí vědeckotechnický pracovník v Ústavu mezinárodních vztahů. Roku 1984 odešel do penze.